# Pasmo Stanowe

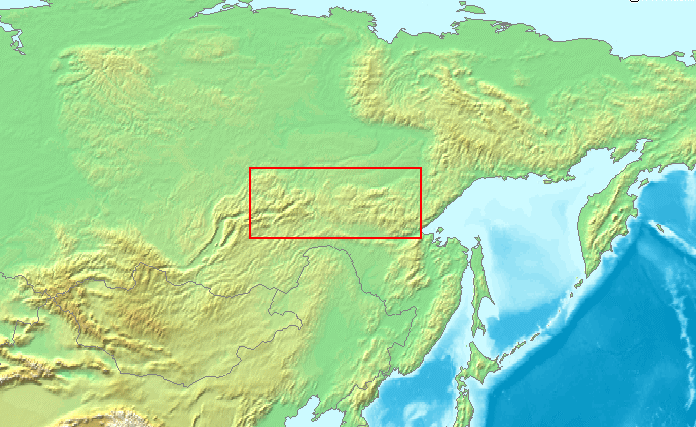
Pasmo Stanowe - położenie geograficzne

Pasmo Stanowe (ros. Становой хребет) – łańcuch górski położony w azjatyckiej części Rosji.
Tworzy równoleżnikowy, lekko wygięty ku południu łańcuch pomiędzy środkowym biegiem Olokmy (prawy dopływ Leny) na zachodzie, a górnym biegiem Uczuru (prawy dopływ Ałdanu). Rozciąga się na długości 700 km, szerokość dochodzi do 100–180 km, a wysokości dochodzą do 2412 m n.p.m.
Zbudowany z łupków krystalicznych, gnejsów i granitów. Składa się z dwóch głównych równoległych grzbietów, oddzielonych głębokimi obniżeniami. Wierzchowiny są spłaszczone i pokryte rumowiskiem skalnym. Zbocza do wysokości 1300 m n.p.m. porośnięte są modrzewiową tajgą, doliny są zabagnione. Pasmo Stanowe tworzy dział wodny Morza Arktycznego i Morza Ochockiego. Występują tu złoża złota, węgla kamiennego, węgla brunatnego, żelaza, miki. Zaludnienie poniżej 1 mieszkańca na km².
Południowe zbocza Pasma Stanowego zajmuje Park Narodowy „Tokinsko-Stanowoj”.